# آثار آیزاک آسیموف

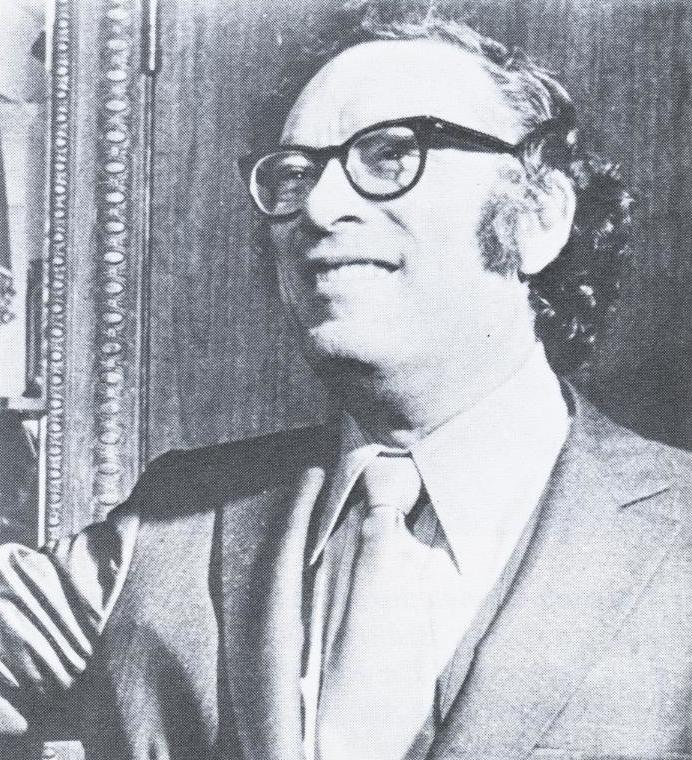
آیزاک آسیموف

بنا به شیوه‌ی محاسبه ممکن است که کتابشناسی ایزاک آسیموف را شامل بیش از ۵۰۰ کتاب دانست. برای انتشار صدمین، دویستمین و سیصدمین کتابش (بنا به محاسبه‌ی خودش) اپوس ۱۰۰ (۱۹۶۹)، اپوس ۲۰۰ (۱۹۷۹) و اپوس ۳۰۰ (۱۹۸۴) را درباره‌ی کارهای قبلی‌اش منتشر کرد.

تعداد کارهایش آنقدر زیاد است که همه‌ی رده‌بندی‌های اصلی دیوئی را شامل می‌شود (به جز رده‌ی ۱۰۰، فلسفه و روانشناسی).
کتابشناسی گسترده‌ای از کارهای او توسط اد سیلر گردآوری شده است.
به مناسبتِ صدمین سالگرد تولد آسیموف (۲ ژانویه‌ی ۲۰۲۰) یکی دیگر از علاقه‌مندان او (استیون کوپر) کتابشناسی گسترده‌ی جدیدی فراهم کرد.

## گزیده‌ی آثار

### علمی-تخیلی

#### مجموعهٔ ربات/امپراتوری/بنیاد
مجموعه‌ی ربات در ابتدا جدا از مجموعه‌ی بنیاد  بود. رمان‌های امپراتوری کهکشانی به صورت مجموعه‌ای مستقل چاپ شده بودند، که در واقع رویدادهایشان در زمانی قبل از ایجاد بنیاد اتفاق می‌افتد. آسیموف در سالهای بعد زندگی‌اش این سه مجموعه را به هم پیوند می‌دهد.
- مجموعه‌ی ربات:
  - غارهای پولادی ۱۹۵۴
  - خورشید عریان ۱۹۵۷
  - روبوتهای سپیده‌دم ۱۹۸۳
  - ربات‌ها و امپراتوری ۱۹۸۵
- مجموعهٔ امپراتوری کهکشانی:
  - قلوه‌سنگی در آسمان ۱۹۵۰ (روزهای اولیهٔ امپراتوری کهکشانی)
  - ستارگان همچون غبار ۱۹۵۱ (خیلی پیش از امپراتوری)
  - جریان‌های فضا ۱۹۵۲ (جمهوری ترانتور همچنان در حال گسترش)
- مجموعهٔ بنیاد:
  - پیش‌درآمدهای بنیاد
    - سرآغاز بنیاد ۱۹۸۸
    - پیشبرد بنیاد ۱۹۹۳ (انتشار پس از مرگ آسیموف)

  - سه‌گانهٔ اصلی بنیاد
    - بنیاد ۱۹۵۱
    - بنیاد و امپراتوری ۱۹۵۲
    - بنیاد دوم ۱۹۵۳

  - دنباله‌های بنیاد
    - لبهٔ بنیاد ۱۹۸۲
    - بنیاد و زمین ۱۹۸۶

«کناره بنیاد» که از سوی نیویورک تایمز در فهرست بهترین کتاب‌های پرفروش سال ۱۹۸۲ قرار داشت، دنباله داستان‌های تریلوژی بنیاد بود. منتقد ادبی نیویورک تایمز در نقد آن چنین نوشت: «آسیموف بسیار بهتر از ۳۳ سال پیش می‌نویسد و در عین حال آن شور و حرارت داستان را در ایامی که او و کهکشان جوان‌تر بودند حفظ کرده‌است.» کتاب کناره بنیاد به عنوان بهترین داستان علمی - تخیلی سال ۱۹۸۳ جایزه هوگو را برد. «بنیاد و زمین» (۱۹۸۶)، «درآمدی به بنیاد» (۱۹۸۸) و «پیشبرد بنیاد» (۱۹۸۹) جزو آخرین آثار او محسوب می‌شوند.

#### مجموعهٔ لاکی استار
سری لاکی استار این مجموعه با نام مستعار پُل فِرنچ منتشر شده‌است. شش کتاب در سالهای ۵۸–۱۹۵۲ (شن‌های مریخ، اقیانوسهای زهره، خورشید بزرگ عطارد، راهزنان سیارک‌ها، حلقه‌های زحل، شبح خورشیدو…)

#### مجموعهٔ نوربی
کتابهایی که آسیموف همراه با همسرش برای کودکان نوشت. از سال ۱۹۸۲ تا ۱۹۹۱ ده کتاب در این مجموعه منتشر شد.

#### تک نسخه‌ها
رمان‌هایی که با ستاره * علامت‌گذاری می‌شوند، ارتباطی جزیی با مجموعهٔ بنیاد و رباتها دارند.
- پایان ابدیت ۱۹۵۵ (The End of Eternity) *
- سفر شگفت‌انگیز ۱۹۶۶ (رمانی که بر اساس فیلم نوشته می‌شود)
- خدایان هم ۱۹۷۲ (The Gods Themselves)
- سفر شگفت‌انگیز ۲: مقصد مغز ۱۹۸۷
- نمسیس ۱۹۸۹ *
- شبانگاه ۱۹۹۰
- پسرک زشت ۱۹۹۲(رمان[پانویس ۴]) (فرزند زمان)
- مرد پوزیترونی ۱۹۹۳

#### مجموعه داستان‌های کوتاه
- من، روبوت ۱۹۵۰
- راه مریخی و سایر داستان‌ها ۱۹۵۵
- زمین کافی است ۱۹۵۷
- نُه فردا ۱۹۵۹[پانویس ۵]
  - سؤال آخر (داستان کوتاهی در این کتاب که آسیموف بهترین کار خودش می‌داند.)
- سایر ربات‌ها ۱۹۶۴
- از میان شیشه، به وضوح ۱۹۶۴
- معمایی‌های آسیموف ۱۹۶۸
- شبانگاه و سایر داستان‌ها ۱۹۶۹
- اولین‌های آسیموف ۱۹۷۲
- بهترین‌های آسیموف ۱۹۷۳
- ژوپیتر را بخر و سایر داستان‌ها ۱۹۷۵
- مرد دو صد ساله ۱۹۷۶[پانویس ۶]
- ربات کامل ۱۹۸۲
- بادهای تغییر و سایر داستان‌ها ۱۹۸۳
- لبه‌ی فردا ۱۹۸۵
- جایگزین‌های آسیموف ۱۹۸۶
- بهترین علمی-تخیلی‌های آسیموف ۱۹۸۶
- ربات خواب می‌بیند ۱۹۸۶[پانویس ۷]
- آزازل ۱۹۸۸
- ربات می‌بیند ۱۹۹۰[پانویس ۸]
- طلا ۱۹۹۵
- جادو ۱۹۹۶

### معمایی
- رمان
  - سوداگران مرگ ۱۹۵۸ [پانویس ۹]
  - قتل در آب‌آ ۱۹۷۶
- مجموعهٔ بیوه مردان

مجموعه‌ی شش کتاب که در فاصله‌ی ۲۰۰۳-۱۹۷۴ منتشر شدند.
- - بیوه مردان سیاه [پانویس ۱۰]

### ادبیات غیرداستانی

#### علم به زبان ساده
در میان آثار او کتاب «رهنمود آسیموف به علم» یکی از بهترین کتاب‌هایی است که دربارهٔ علم برای مردم عامه نوشته شده‌است. این کتاب با عنوان «رهبر علم» و در دو جلد با ترجمه «احمد بیرشک» توسط انتشارات خوارزمی و نیز با عنوان «در جهان علم» با ترجمه «هوشنگ شریف‌زاده» توسط انتشارات فاطمی به فارسی منتشر شده‌است.

#### دانشنامه جهان
- جهان چگونه زاده شد؟
- تولد و مرگ ستارگان
- راه شیری و سایر کهکشانها
- منظومه شمسی ما
- خورشید
- زمین:خانه ما
- ماه زمین
- عطارد:سیاره بادپا
- زهره:رازی سر به مهر
- مریخ:همسایه اسرارآمیز ما
- مشتری غول لکه دار
- زحل:سیاره‌ای با حلقه‌های زیبا
- اورانوس:سیاره‌ای که به پهلو خوابیده‌است
- نپتون:دورترین غول
- پلوتون:سیاره‌ای دوگانه
- سیارکها
- ستاره‌های دنباله‌دار و شهاب‌ها
- شبح درون اتم، نوترینو (ترجمه دکتر فرخ شادان)
- کوازار ها٬تپ اخترها و سیاهچاله‌ها
- آیا در سیارهای دیگر حیات وجود دارد؟
- بشقاب پرنده.
- آیا ستاره‌های دنباله دار دایناسورها را کشته‌اند؟
- موشکها، کاوشگر‌ها و ماهواره‌ها
- راهنمای آسمان شب
- سیزده برنامه اخترشناسی
- پرواز سفینه‌های سرنشین دار به فضا
- مسکونی کردن ستاره‌ها و سیاره‌ها
- برنامه‌ها فضایی جهان
- آشغالدانی فضایی
- اساطیر و فضا
- داستان علمی، واقعیت علمی
- اخترشناسی باستان
- اخترشناسی نوین[پانویس ۱۱]

##### ترجمه فارسی
این سری توسط انتشارات دفتر فرهنگ اسلامی ترجمه و منتشر شده‌است.

#### نگاهی به تاریخ علم
- قطب جنوب
- میکروبها
- دینوزوها
- شکل زمین
- اتم
- انرژی
- نفت
- انرژی هسته‌ای
- انسان در فضا
- ویتامینها
- الکتریسته
- روبوتها
- ژنها و ژنتیک
- مغز آدمی
- اتمسفر
- ابررسانایی
- زندگی در اقیانوس
- زغال سنگ
- DNA
- میکروموجها
- خون
- پیدایش زندگی
- آتشفشانها
- انرژی خورشیدی
- کیهان
- نور خورشید
- سرعت نور
- فتو سنتز[پانویس ۱۲]

##### ترجمه فارسی
این مجموعه توسط انتشارات دفتر فرهنگ اسلامی ترجمه و منتشر شده‌است.

#### آثار ادبی
شش کتاب آسیموف درباره‌ی شکسپیر، دون خوان، بهشت گمشده، شعرهای آشنا، سفرهای گالیور و گیلبرت و سالیوان را انتشارات دابل‌دی منتشر کرده است.

روزی توضیح داد که چگونه به تألیف کتاب رهنمود آسیموف به شکسپیر پرداخت. به گفته او این کار با نوشتن کتابی به نام واژه‌های علم شروع شد. وی در این مورد چنین می‌گوید: «این کتاب من را به واژه‌های روی نقشه کشاند، از آنجا به کتاب‌های یونانیان، جمهوری روم، امپراتوری روم، مصریان، خاور نزدیک، عصر تاریک، تشکیل انگلستان و بعد به کتاب واژه‌های تاریخ، با جستی آسان به کتاب واژه‌های سفر پیدایش پرداختم که من را به واژه‌های سفر خروج رسانید. این به کتاب رهنمود آسیموف به عهد عتیق منجر شد و سپس به عهد جدید؛ لذا چیز دیگری نمانده جز شکسپیر.»

#### کتاب مقدس
آسیموف پنج کتاب در اینباره منتشر کرده است.

#### زندگینامه
آسیموف سه زندگینامه درباره‌ی خودش نوشته و همسرش پس از مرگ او گزیده‌ی این سه کتاب را در یک نسخه‌ی جدید منتشر کرد.

#### تاریخ
- یونانی‌ها ۱۹۶۵ [۲۰]
- جمهوری روم ۱۹۶۶ [۲۱]
- امپراتوری روم ۱۹۶۷ [۲۲]
- مصری‌ها ۱۹۶۷ [۲۳]
- خاور نزدیک ۱۹۶۸ [۲۴]
- اعصار تاریک ۱۹۶۸
- کلماتی از تاریخ ۱۹۶۸
- شکل‌گیری انگلستان ۱۹۶۹
- قسطنطنیه: امپراتوری فراموش شده ۱۹۷۰
- سرزمین کنعان ۱۹۷۱
- شکل‌گیری فرانسه ۱۹۷۲
- شکل‌گیری آمریکای شمالی ۱۹۷۳
- تولد ایالات متحده ۱۹۷۴
- گاهشماریِ جهانِ آسیموف ۱۹۹۱ [۲۵]
- راهپیمایی هزاره ۱۹۹۱ [۲۶]

## درباره‌ی نوشتن
آسیموف خود در مورد آثارش ادعاهای بزرگی نداشت. در مصاحبه‌ای به سال ۱۹۸۴ گفت: «من سعی نمی‌کنم شاعرانه یا به سبک ادبی عالی بنویسم. می‌کوشم تا صرفاً ساده بنویسم و خوش‌اقبالی من این است که چنان واضح می‌اندیشم که نوشته‌ام همچون اندیشه‌ام به شکلی رضایت بخش در می‌آید. من هرگز آثار همینگوی، فیتز جرالد، جویس یا کافکا را نخوانده‌ام. تا به امروز با شعر و رمان‌های قرن بیستم غریبه‌ام که بی تردید این امر خود را در نوشته‌هایم نشان می‌دهد.»
او ابتدا نوشته‌هایش را با ماشین تایپ می‌کرد و بعدها این کار را با واژه پرداز کامپیوتری انجام می‌داد و همه چیز را فقط یک بار از نو می‌نوشت. به قول خودش: «اینکه فقط یک بار نوشته‌هایم را باز نویسی می‌کنم از سر خودبینی نیست، بلکه مطالب زیادی وجود دارد که می‌خواهم آن‌ها را بنویسم و اگر با دلدادگی به نوشته‌ای بچسبم ابداً نمی‌توانم چیزی بنویسم.»
البته همه این نوشتن‌ها به آسانی انجام نمی‌شد. یک بار کتاب کودکانه‌ای را در یک روز تمام کرد، اما کتاب شکسپیر دو سال طول کشید. نوشتن «قتل در ا.ب. ا» (۱۹۷۶) کتاب محبوبش و رمانی اسرارآمیز که خود آسیموف یکی از شخصیت‌های آن بود هفت هفته طول کشید، اما «خود خدایان» (۱۹۷۲)، داستان علمی - تخیلی که جایزه‌های هوگو و نبیولا را برد، هفت ماه به طول انجامید.
آسیموف کتاب‌های علمی غیر تخیلی و مقالات زیادی دربارهٔ موضوعات گوناگونی نوشت و سرپرستی هیئت تحریریه مجله علمی-تخیلی آیزاک آسیموف که به نام خود او منتشر می‌شد را عهده‌دار بود و نیز به مدت سی و سه سال به‌طور ماهیانه مقاله‌ای برای مجله «داستان‌های علمی - تخیلی و خیال‌پردازی» می‌نوشت، که بالغ بر ۴۰۰ مقاله شده بود.
نوشتن ۱۰ کتاب یا بیشتر در هر سال روال عادی زندگی آسیموف بود، و این پرکاری را حتی پس از حمله قلبی در سال ۱۹۷۷ و سه عمل جراحی کوچک در سال ۱۹۸۳ ادامه داد. خودش می‌گفت: «من نیکبخت بوده‌ام که با ذهنی پر تکاپو و کارآمد و با قدرتی برای واضح اندیشیدن و توانایی برای ابراز چنان اندیشه‌هایی زاده شده‌ام.»
آسیموف بالغ بر ۵۱۰ کتاب در طی چیزی حدود ۷۰ سال نوشت. تعداد قابل توجهی از آثار وی، با فاصله نسبتاً کمی از زمان انتشار، به زبان فارسی ترجمه و منتشر شدند. در دهه ۱۳۶۰ و ۱۳۷۰ هجری شمسی، انتشارات پاسارگاد چندین کتاب از آثار آسیموف را که توسط هوشنگ غیاثی‌نژاد ترجمه شد بود روانه بازار کرد.

## اقتباس‌ها
فیلمهای ساخته شده بر اساس آثار آسیموف.
- لاکی استار
- مرد دو صد ساله
- سفر شگفت‌انگیز
- من، روبوت، اقتباس ناوفادارانه‌ای از داستان آسیموف